# 성상체
성상체(星狀體, 영어: aster)는 일반적으로 세포, 특히 동물 세포가 분열 시 중심체 주변에 생기는 미세소관 구조물이다. 성상체라는 이름은 중심체로부터 뻗어 나오는 미세소관 집단의 형태가 마치 별이 빛나는 것 같다고 하여 붙여진 이름이다. 국내(한국)에서는 보통 대학 교육 이전(중등 교육)까지는 성상체와 방추사가 서로 매우 다른 것처럼 분리해서 설명하나, 이 둘은 구조상 서로 매우 유사하다. 다만 구조상 차이가 적다는 것이지, 세포 내에서 전개되는 양상에 따라 그 둘은 서로 구분될 수 있다. 간단히 말하면, 일반적으로 방추사는 중심체로부터 동원체를 향해 뻗어 나가는 미세소관을 말하며, 성상체는 중심체로부터 동원체의 반대 방향, 즉 염색체로부터 멀어지는 방향으로 뻗어나가는 미세소관을 의미한다.
현재 학계에서는 성상체와 다른 인자와의 연관성에 대한 논문이 대다수이고, 성상체에 대해서만 연구한 사례는 잘 없으며, 다른 세포소기관 연구와 더불어 성상체에 대해 언급되는 연구 사례는 많다. 즉, 성상체 자체에 대한 연구는 다른 세포소기관, 특히 동원체 및 방추사 연구에 비해 많이 진전되어 있지 않은 상태이다.

## 같이 보기
- 미세소관